# Doellia
Doellia és un gènere de plantes amb flor dins la família de les asteràcies, que rebé el seu nom en homenatge a l'alemany Johann Christoph Döll. Inicialment comprenia una única espècie, la D. kotschyi, que Theodor Kotschy recol·lectà a Núbia i Kordufan en un herbari, i que posteriorment va ser descrita per Carl Heinrich Bipontinus Schultz (Schultz Bipontinus).
Modernament, Arne A. Anderberg hi ha afegit dues espècies més, que fins al moment es classificaven a la família Blumea; també es discuteix si el gènere pertany a la tribu Inuleae o a la Pluccheeae (Bibliografia). És propi d'Àfrica i Àsia.
Les plantes d'aquest gènere es distingeixen per tenir estils amb pèls radicals que arriben molt per sota de l'enforcadura, anteres amb el teixit endotecial radial i la cípsela amb conductes longitudinals resinífers vermells.